# 7639 Offutt
7639 Offutt è un asteroide della fascia principale. Scoperto nel 1985, presenta un'orbita caratterizzata da un semiasse maggiore pari a 3,2241251 UA e da un'eccentricità di 0,1288826, inclinata di 0,65364° rispetto all'eclittica.
L'asteroide è dedicato all'ingegnere ed astrofilo statunitense Warren B. Offutt.